# Lago Osveya
Il Lago Osveya o Lago Osveyskoye (bielorusso: Асвейскае возера o Асьвейскае возера; russo: озеро Освея o Освейское озеро) è un lago di acqua dolce nella regione di Vicebsk, nel nord della Bielorussia, vicino al confine con la Lettonia e la Russia. Ha una superficie di 52,8 km2, che lo rende il secondo lago più grande del paese. Il punto più estremo della Repubblica bielorussa si trova a pochi gradi più a nord del lago.